# 아르노르 시귀르드손
아르노르 시귀르드손(Arnór Sigurðsson, 1999년 3월 15일 ~)은 아이슬란드의 축구 선수이다. 현재 CSKA 모스크바에서 임대한 IFK 노르셰핑에서 윙어, 미드필더를 맡고 있다. 아이슬란드 축구 국가대표팀 소속.